# Les Vigiles de la mort de Charles VII
Les Vigiles de la mort de Charles VII est un manuscrit enluminé écrit par Martial d'Auvergne vers 1483. Il s'agit d'une histoire en vers de la vie du roi Charles VII. Il est actuellement conservé à la Bibliothèque nationale de France sous la cote Fr.5054.

## Historique
En souvenir du roi Charles VII, mort en 1461, le notaire et procureur au Parlement de Paris Martial d'Auvergne compose entre 1477 et 1483 un long poème évoquant sa vie mêlant poésie lyrique et poésie épique. Il fait rédiger un premier manuscrit achevé en 1484 (Musée Condé, Chantilly) qui sert de support pour la confection d'un exemplaire de prestige enluminé et destiné au roi Charles VIII. Une première édition est imprimée à Paris par Jean Dupré en 1493 puis d'autres éditions jusque dans les premières décennies du XVIe siècle qui sont elles aussi illustrées,.

## Description
Il s'agit d'un poème long de 18 000 vers environ. Il reprend la forme des vigiles des morts, une forme liturgique alternant neuf psaumes et neuf leçons par groupes de trois. Il alterne ici trois récits et trois complaintes. Les récits sont des chroniques en octosyllabe du règne de Charles VII, sur le modèle de la poésie épique, tandis que les complaintes sont des poésies lyriques mettant en scène des allégories politiques (France, Noblesse, Labour, Marchandise) regrettant le temps passé. 
Le manuscrit de la BNF, offert à Charles VIII, contient une illustration abondante représentant les différents épisodes de la vie du roi et des combats menés contre les Anglais. Il commence par un écu royal surmonté de la couronne et entouré du collier de l'ordre de Saint-Michel en pleine page, attribuée à Jean Bourdichon. La première page de texte est elle aussi entourée de décoration et des armes de France. Le reste des 200 miniatures sont attribuées à l'atelier du Maître de Jacques de Besançon. 

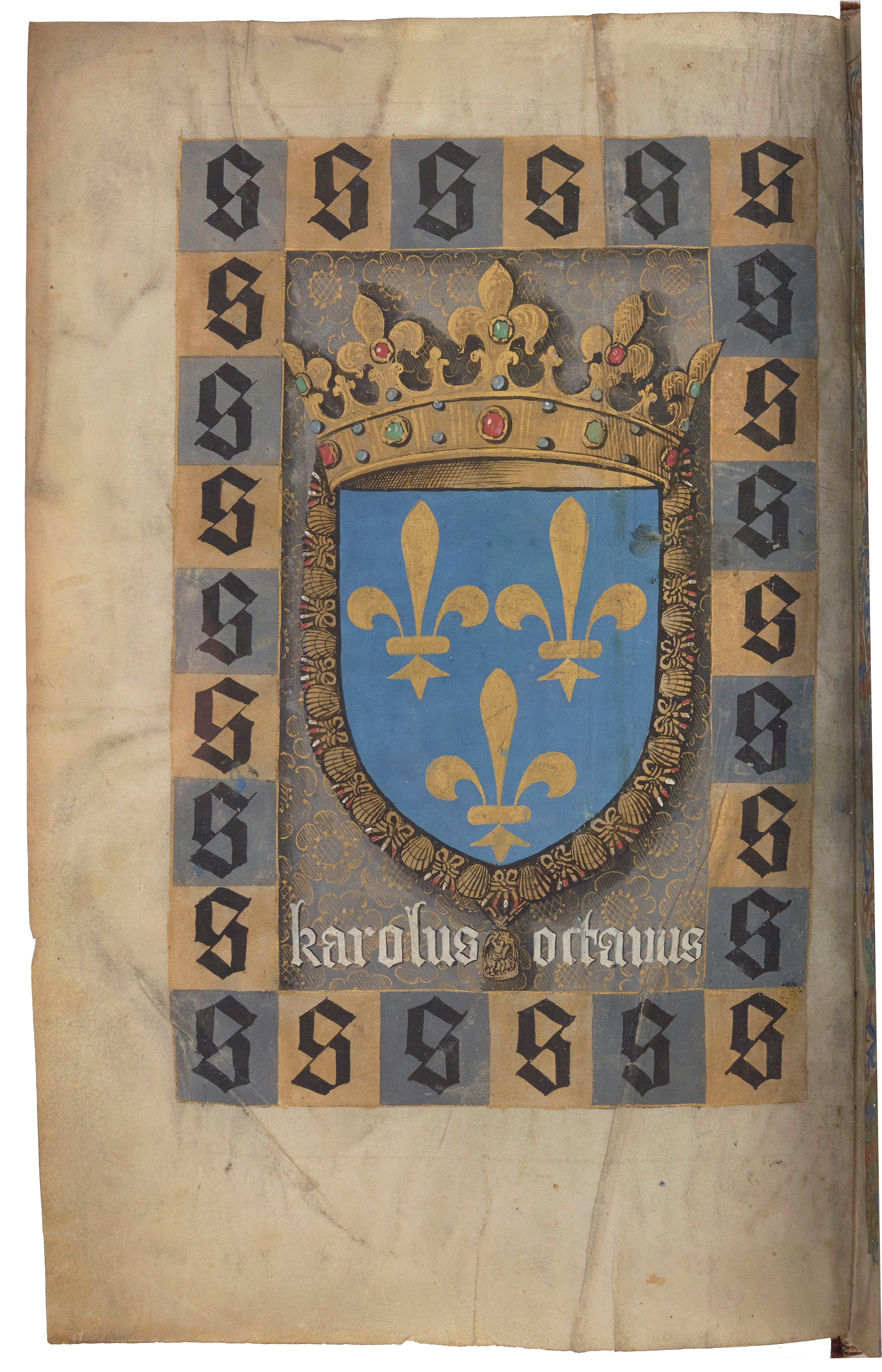
Frontispice du manuscrit
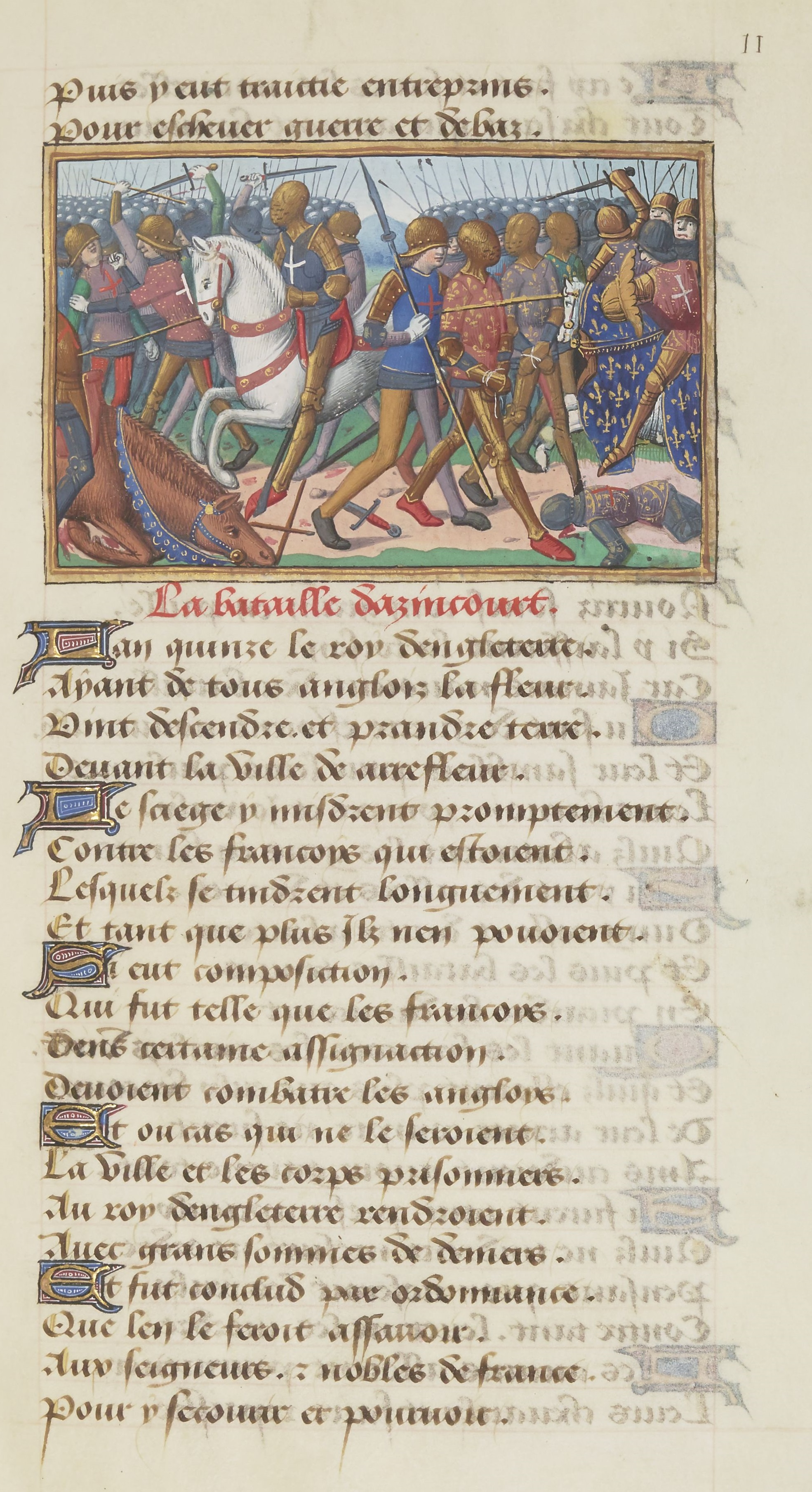
La Bataille d'Azincourt
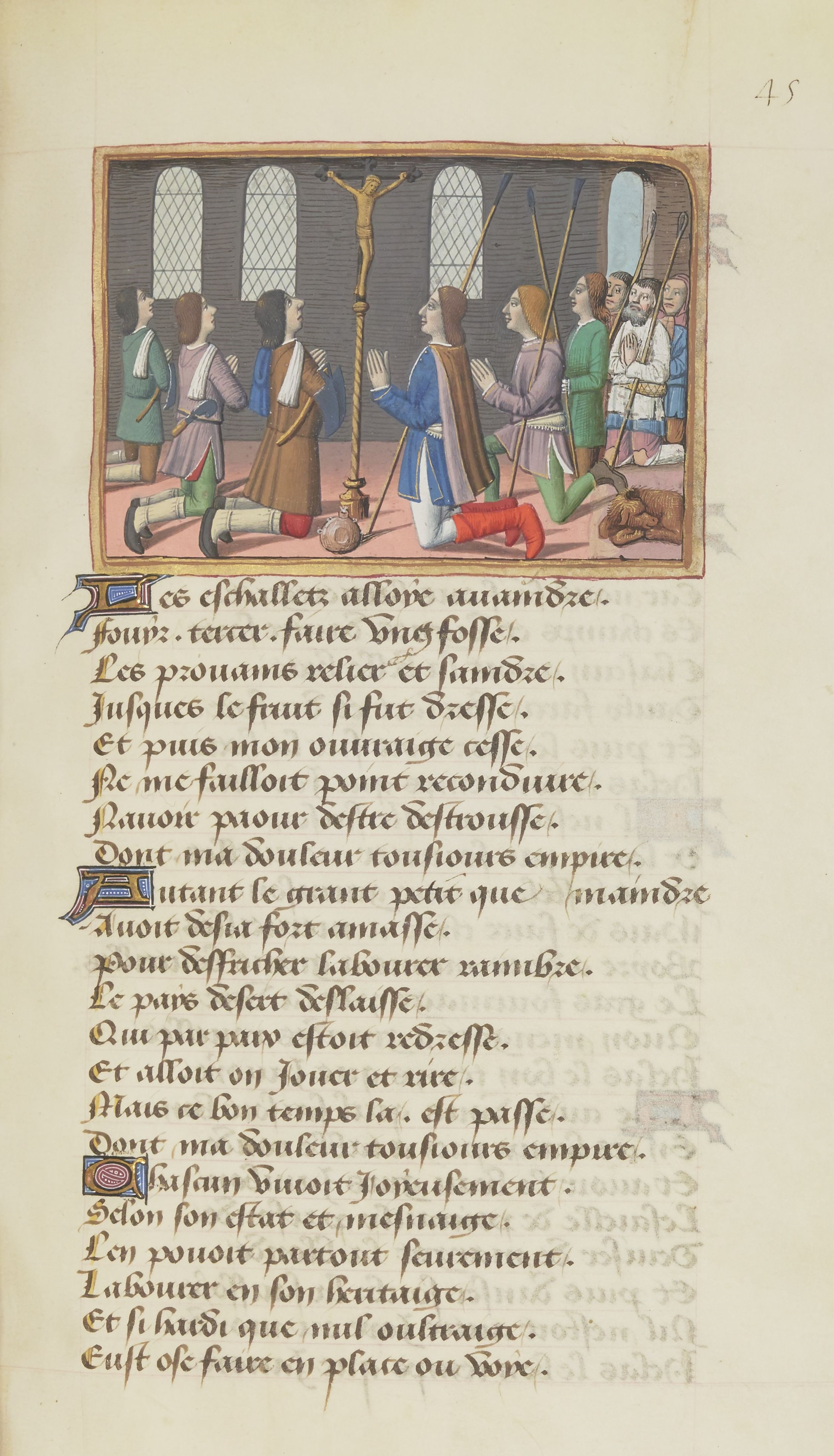
La prière des travailleurs
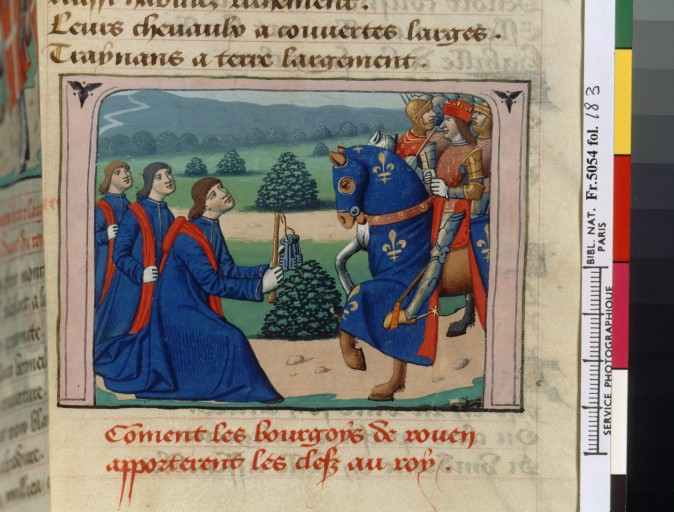
Reddition de Rouen à Charles VII (1449)